# Aneura latissima
Aneura latissima é uma espécie de  planta do gênero Aneura e da família Aneuraceae.

## Taxonomia
O seguinte sinônimo já foi catalogado:
- Aneura pseudopinguis  (Herzog) Pócs

## Forma de vida
É uma espécie epixila, rupícola, terrícola e talosa.

## Descrição
A planta tem talo prostrado, verde brilhante, liso, amarelado quando seco, translúcido em direção às margens, plano, lingulado, com 6–10 mm de comprimento, 3–8 mm de largura e ápices emarginados. Ramificação esparsa, sinuoso-pinatífido. Seção transversal plano-convexa, região mediana com 2-3 células de espessura. Rizoides restritos superfície ventral na região mediana. Os ramos masculinos têm 2 a 5 pares de anterídios nas câmaras anteridiais, anterídios sésseis em grupos de 4. Plantas femininas com ramos arquegoniais curtos, fimbriados na margem. Possuem caliptra longo-cilíndrica, rugoso-estriada, glabra, papilosa no ápice. Cápsula cilíndrica, biestratificada. Possuem elatérios com uma espiral. São dioicas.

## Conservação
A espécie faz parte da Lista Vermelha das espécies ameaçadas do estado do Espírito Santo, no sudeste do Brasil. A lista foi publicada em 13 de junho de 2005 por intermédio do decreto estadual nº 1.499-R.

## Distribuição
A espécie é encontrada nos estados brasileiros de Amazonas, Espírito Santo, Rio de Janeiro, Santa Catarina e São Paulo.
A espécie é encontrada nos domínios fitogeográficos de Floresta Amazônica e Mata Atlântica, em regiões com vegetação de floresta de terra firme, floresta ombrófila pluvial e mata de araucária.